# 恋してると、いいね -the Heart of Love-
『恋してると、いいね -the Heart of Love-』（こいしてるといいね　ザ・ハートオブラブ）は、渡辺美奈代6枚目のオリジナル・アルバム。1989年2月10日発売。発売元はCBS/SONY RECORDS。

## 解説
前作『My Boy -歌え! 太陽- a summer place』に続き、鈴木慶一（ムーンライダーズ）・渚十吾による共同プロデュース。
「抱いてあげる」「いいじゃない」の2曲は、シングル盤と異なるリミックス・バージョンが収録。

## キャンペーン
本作とシングル「愛がなくちゃ、ネッ!」に付いている応募券で応募すると渡辺と一緒に行くバスハイクに50名参加できる企画が行われた。1989年3月31日、雨天の中、当初の予定を変更したものの、イチゴ狩りやジンギスカンの昼食を決行した。

## 収録曲
全作曲:鈴木慶一・渚十吾（特記以外）／全作詞:滋田美佳世（特記以外）
1. 抱いてあげる -Remix Love Version-（4:35）
  - 編曲:鈴木慶一
2. 月のダンス（3:14）
  - 作詞:文園千津子／編曲:鈴木慶一・渚十吾
3. ウソよ!（4:18）
  - 作詞:透野香／作曲:鈴木さえ子・渚十吾／編曲:鈴木慶一・渚十吾
4. ブルー・ダンガリー・シャツ（3:16）
  - 編曲:鈴木慶一
5. Tef tef Song（3:12）
  - 作詞:覚和歌子／編曲:鈴木慶一
6. ラストダンスはあなたに -Remix Rock Version-（3:34）
  - 作詞:蓮田ひろか／編曲:鈴木慶一
7. 恋なんて...（3:37）
  - 作詞:覚和歌子／編曲:鈴木慶一・渚十吾
8. St. Valentine's Night（1:31）
  - 編曲:鈴木慶一
9. Tururu -Remix Ring the Bell Version-（4:19）
  - 作曲:渚十吾／編曲:鈴木慶一
10. GO! GO! GO!（4:09）
  - 編曲:鈴木慶一
11. いいじゃない -Remix Farewell Version-（5:26）
  - 編曲:鈴木さえ子
12. 抱いてあげる -Acoustic Moonriver Version-（2:43）
  - 編曲:鈴木慶一・渚十吾